# Kotathar
Kotathar (nep. कोटथर) – gaun wikas samiti w zachodniej części Nepalu w strefie Lumbini w dystrykcie Nawalparasi. Według nepalskiego spisu powszechnego z 2001 roku liczył on 429 gospodarstw domowych i 3295 mieszkańców (1661 kobiet i 1634 mężczyzn).